# Ormyrulus
Ormyrulus is een geslacht van vliesvleugeligen uit de familie Ormyridae. De wetenschappelijke naam van dit geslacht is voor het eerst geldig gepubliceerd in 1986 door Boucek.

## Soorten
Het geslacht Ormyrulus is monotypisch en omvat slechts de volgende soort:
- Ormyrulus gibbus Boucek, 1986